# Hôpital Raymond-Poincaré
Hôpital Raymond-Poincaré, propriamente Hôpital Raymond-Poincaré (Garches), è un rinomato centro ospedaliero universitario nel Boulogne-Billancourt, progettato nel 1936.
Membro dell'Assistance Publique – Hôpitaux de Paris e di un ospedale universitario dell'Università di Versailles Saint Quentin en Yvelines.